# Miniewicze (obwód grodzieński)
Miniewicze (biał. Мінявічы, ros. Миневичи) – wieś na Białorusi, w obwodzie grodzieńskim, w rejonie mostowskim, w sielsowiecie Łunna.

## Geografia
Miejscowość położona nad Niemnem, na wschód od Bohatyrowicz, 31 km na północny zachód od Mostów, 29 km na południowy wschód od Grodna, 10 km na południe od Skidla, leżącego po drugiej stronie rzeki. 

## Historia

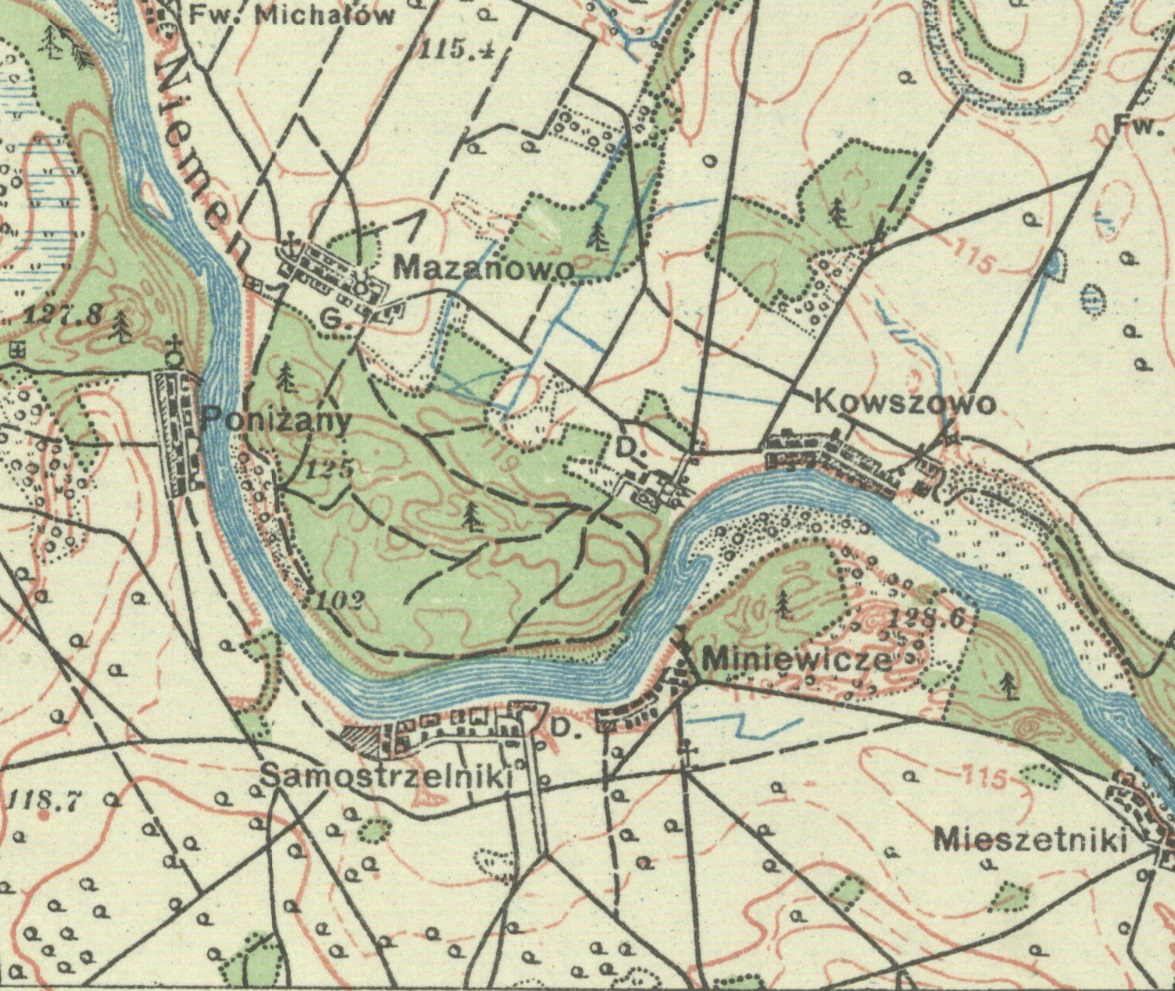
Mapa okolic, w których toczy się akcja Nad Niemnem: Miniewicze (literacki Korczyn), wschodnia część wsi Samostrzelniki to Bohatyrowicze. Mapa z 1926 r.

W XVIII w. majątek Kamieńskich leżący w powiecie grodzieńskim województwa trockiego, a po 1793 – w województwie grodzieńskim, Rzeczypospolitej Obojga Narodów. Po III rozbiorze pod władzą rosyjską.
W czasie powstania styczniowego właściciel Miniewicz, Jan Kamieński, był z ramienia Rządu Narodowego mianowany cywilnym naczelnikiem powiatu grodzieńskiego. Za swoją działalność został skazany na karę śmierci, wyrok jednak zamieniono na zesłanie w rejon Omska.
Dwór Kamieńskich w Miniewiczach stał się pierwowzorem Korczyna, a Jan Kamieński pierwowzorem Benedykta Korczyńskiego z powieści Elizy Orzeszkowej „Nad Niemnem”. Tu powstały liczne rozdziały utworu, tu też znajduje się mogiła powstańców styczniowych. 
Janowi Kamieńskiemu po powrocie z zesłania udało się odzyskać część skonfiskowanego majątku na rzecz córek, z których Stanisława wyszła za mąż za Klemensa Strzałkowskiego, wnosząc mu we wianie Miniewicze.
W XIX/XX w. miejscowość znajdowała się w gminie Łunna w powiecie grodzieńskim guberni grodzieńskiej. 
Dwór Strzałkowskich w Miniewiczach został spalony w 1915 r. podczas I wojny światowej. 
W okresie międzywojennym wieś i majątek Miniewicze leżały w gminie Łunna w powiecie grodzieńskim województwa białostockiego II RP.
Według Powszechnego Spisu Ludności z 1921 roku zamieszkiwało tu 87 osób, wszystkie były wyznania prawosławnego. Jednocześnie 13 mieszkańców zadeklarowało polską przynależność narodową a 74 białoruską. Było tu 12 budynków mieszkalnych.
Miejscowość należała do parafii prawosławnej i rzymskokatolickiej w Łunnej. Podlegała pod Sąd Grodzki w Skidlu i Okręgowy w Grodnie; właściwy urząd pocztowy mieścił się w Łunnej.
Po agresji ZSRR na Polskę właściciele majątku w Miniewiczach, sędziwy Klemens Strzałkowski i jego syn Kazimierz, zostali 24 września 1939 r. wyprowadzeni z dworu w Bohatyrowiczach przez bojówkę komunistyczną i rozstrzelani w grupowej egzekucji niedaleko Kwasówki.
Po II wojnie światowej w granicach Białoruskiej SRR i od 1991 r. w niepodległej Białorusi.